# Amore
Amore är det artonde musikalbumet av den klassiska italienska tenoren Andrea Bocelli. Den gavs ut den 31 januari 2006 och innehåller såväl en ny version av Elvis Presleys "Can't Help Falling In Love" som "Because We Believe", en låt som sjöngs av Bocelli vid Olympiska vinterspelen 2006 i Turin, Italien.

## Låtlista
1. "Amapola" - 3:43
2. "Besame Mucho" - 4:01
3. "Les Feuilles Mortes (Autumn Leaves)" - 4:49
4. "Mi Manchi" - 3:35
5. "Somos Novios (It's Impossible)" - 4:22
6. "Solamente Una Vez" - 3:29
7. "Jurame" - 3:22
8. "Pero te Extraño" - 4:06
9. "Canzoni Stonate" - 5:17
10. "L'Appuntamento (Sentado a' Beira do Caminho)" - 4:08
11. "Cuando Me Enamoro (Quando m'innamoro)" - 3:56
12. "Can't Help Falling In Love" - 3:25
13. "Because We Believe" - 4:37
14. "Ama Credi e Vai (Because We Believe)" - 4:41

## Deltagande artister
- Veronica Berti: Sång - "Les Feuilles Mortes (Autumn Leaves)"
- Kenny G: Saxofon - "Mi Manchi"
- Christina Aguilera: Sång - "Somos Novios (It's Impossible)"
- Mario Reyes: Flamencogitarr - "Jurame"
- Stevie Wonder: Munspel och sång - "Canzoni Stonate"
- David Foster and Randy Waldman: Akustiskt piano & keyboard
- Nathan East: Bas
- Vinnie Colaiuta: Trummor
- Dean Parks, Ramon Stagnaro, Michael Thompson,Corrado Sgandurra, och Michael Landau: Gitarr
- Paulinho Da Costa och Rafael Padilla: Slagverk
- Dan Higgins: Flöjt
- David Foster: Arrangemang
- Jorge Calandrelli och David Foster: Arrangemang - "Amapola"
- Humberto Gatica, Chartmaker Studios: Mixande
- Hernan Gatica, Pierpaolo Guerinni, Valerio Calisse, Jochem van der Saag och Alejando Rodriguez: Inspelning
- Neil Devor and Chris Brooke: Vidare redigering
- Oscar Ramirez: Vidare redigering - "Somos Novios (It's Impossible)"
- Jochem van der Saag: Programmering och ljuddesign